# 杆菌

细菌展现不同形态与排列

杆菌，指外观呈杆状的细菌。根据其排列组合，可分为单杆菌，双杆菌和链杆菌。
对于球形细胞来说，变大意味着半径增加，体积增加得比表面积快，则，表面积与体积的比值会变小，改变形状则可以缓解这个问题，因此很多细菌都呈杆状，使表面积与体积的比值较大。
杆菌的样例有大肠杆菌、枯草芽孢杆菌、乳酸杆菌、幽门螺杆菌等。